# Slippery When Wet
A Slippery When Wet (magyarul: "Vigyázat, csúszós!" tükörfordításban: "Csúszós, ha nedves") a Bon Jovi harmadik stúdióalbuma, amely 1986. augusztus 18-án jelent meg. Ez volt az együttes kereskedelmi szempontból legsikeresebb albuma, csak az USA-ban több, mint 12 millió példány kelt el belőle. A lemez az együttes legtöbb példányszámban eladott albuma mind az Amerikai Egyesült Államokban, mind az egész világon. 35 milliót adtak el belőle szerte a világon, és 12-szeres platina minősítést ért el.
Napjainkban egy a hat legtöbb példányszámban eladott rock-lemez közül, és két első helyezett kislemez is jelent meg róla, a You Give Love a Bad Name és a Livin' on a Prayer. A harmadik kislemez a Wanted Dead or Alive volt, ami sok rajongó szemében a Bon Jovi himnusza, és 1986-ban 7. helyig tornázta fel magát a Billboard Hot 100-on. A negyedik kislemez a Never Say Goodbye volt, s a 28. helyet érte el a toplistán. A Slippery When Wet 8 hétig maradt a Billboard 200 első helyén. Az album bekerült Robert Dimery 1001 lemez, amit hallanod kell, mielőtt meghalsz című könyvébe.

## Háttér
Az album sok névváltozaton keresztül ment, míg végül is a Slippery When Wet-nél maradtak. A 100,000,000 Bon Jovi Fans Can't Be Wrong című box setben található DVD-n van egy interjú Jon Bon Jovi-val, aki elárulta, hogy az album eredeti címe "Wanted Dead or Alive" volt, amíg az együttes nem olvasott egy Los Angeles-i bandáról, akik egyre ismertebbé váltak a városban. Mihelyt a Bon Jovi meglátta a nevüket, döntöttek arról, hogy ez egy jó cím lenne az albumnak. A Slippery When Wet név két dologból tevődik össze: az egyik egy útmenti tábla a kanadai vancouver-i hegyekből lefelejövet (a banda ugyanis Vancouverben vette fel az albumot), a másik pedig egy vízióból, amint két félmeztelen sztriptíztáncos táncol a zuhany alatt, beszappanozva magukat a legendás vancouver-i No.5 sztriptízbárban.
Jon Bon Jovi eredetileg vonakodott, hogy a Livin' On A Prayer is rajta legyen a lemezen, mert  úgy hitte, hogy nem elég jó dal. Richie Sambora meg volt róla győződve, hogy toplistás szám lesz belőle, a banda újra felvette a dalt, és ezt a második verziót hallhatjuk az albumon. A sors iróniája, hogy ez lett az együttes legismertebb, és legnépszerűbb dala, és 1987-ben #1 lett. A Livin' On A Prayer-re utalnak a "99 In The Shade" 1988-as ("Somebody told me even Tommy's coming down tonight, if Gina says it's alright") és az It's My Life című 2000-es dalukban is ("For Tommy and Gina, who never backed down") a két szereplővel, Tommy-val és Gina-val. Az eredeti demo, ami Jonnak nem volt elég jó, megtalálható a 100,000,000 Bon Jovi Fans Can't Be Wrong-on, mint elrejtett track.
Az album kislemezeivel a Bon Jovi lett az első rockbanda, akiknek valaha is volt két egymást követő két #1 kislemeze a Billboard Hot 100 listán.
A Slippery When Wet volt az első album, amelyről három szám is Top 10-es lett a Billboard Hot 100-on. Az együttes megdöntötte a rekordot a következő albumukkal, a New Jersey-vel, amelyről 5 dal került fel a toplista első tíz száma közé.
A Slippery When Wettel a bandának kétszer volt egyszerre #1 dala és #1 albuma a toplistán.
A "Raise Your Hands" című dal az 1987-es Űrgolyhók című film betétdala lett. A dal "rendíthetetlenül", szinte minden koncerten elhangzik. Egy német kézilabda csapat, a VfL Gummersbach, egy a legsikeresebb csapatok közül, minden meccsen erre a dalra vonul be a pályára.
A Wanted Dead or Alive a főcímdala a "Wanted, Dog The Bounty Hunter" című tv-sorozatnak, és az 1991-es Harley Davidson és a Marlboro Man-ben ugyanúgy hallható volt, de szintén fellelhető az első Scooby Doo filmben is.
Egy dal, mely az album készítése alatt íródott (Edge Of a Broken Heart), nem volt rajta a végső albumon, de az Ápolandó ápolók című film soundtrackján, mint a film betétdala, szerepelt. A Billboard listán az első 40 dal közé jutott. Az egyik közönségkedvenc dal is ez, amit rengetegszer játszott az együttes koncerteken. A 100,000,000 Bon Jovi Fans Can't Be Wrong-re is felkerült.
A borítón egy vizes szemeteszsák látható, és a vízbe belerajzolva ezek a szavak olvashatók: SLIPPERY WHEN WET. Eredetileg egy nő lett volna rajta, egy vizes pólóban, a pólón az album címével. Az eredeti változatot lecserélték a szemeteszsákosra, mert a Bon Jovi utálta a rózsaszín keretet az eredeti körül. Japánban viszont az eredeti borítóval jelent meg az album.
A Slippery When Wet egy duplalemezes verziója jelent meg 2005-ben az album 20. "évfordulójára", mint "XX. Anniversary" volt olvasható. Az új albumon már felújított 5.1-es surround hang hallható és tartalmazza még a következő számok klipjeit is: "You Give Love a Bad Name", "Livin' on a Prayer", "Wanted Dead or Alive", "Never Say Goodbye" és "Wild in the Streets".

## Az album dalai
|     | Cím                      | Szerző(k)                        | Hossz |
| --- | ------------------------ | -------------------------------- | ----- |
| 1.  | Let It Rock              | Jon Bon Jovi, Richie Sambora     | 5:25  |
| 2.  | You Give Love a Bad Name | Bon Jovi, Sambora, Desmond Child | 3:42  |
| 3.  | Livin' on a Prayer       | Bon Jovi, Sambora, Child         | 4:09  |
| 4.  | Social Disease           | Bon Jovi, Sambora                | 4:18  |
| 5.  | Wanted Dead or Alive     | Bon Jovi, Sambora                | 5:08  |
| 6.  | Raise Your Hands         | Bon Jovi, Sambora                | 4:16  |
| 7.  | Without Love             | Bon Jovi, Sambora, Child         | 3:30  |
| 8.  | I'd Die For You          | Bon Jovi, Sambora                | 4:30  |
| 9.  | Never Say Goodbye        | Bon Jovi, Sambora                | 4:49  |
| 10. | Wild In The Streets      | Bon Jovi                         | 3:54  |

## Közreműködő előadók
(Az együttes tagjai *-gal jelölve)
- Jon Bon Jovi	 – 	ének, gitár *
- David Bryan	 – 	billentyűk, háttérének *
- Richie Sambora	 – 	gitár, háttérének *
- Alec John Such	 – 	basszusgitár, háttérének *
- Tico Torres	 – 	dobok *
- Bruce Fairbairn – 	ütős hangszerek, kürt, producer
- Bob Rock –  mixer
- Tim Crich	 – 	asszisztens
- Tom Keenlyside	 – 	kürt
- Bill Levy	 – 	borítótervező
- Hugh McDonald –  basszusgitár (1995-től a Bon Jovi tagja)(A mai napig nem hivatalosan!)
- Lema Moon	 – 	kürt
- Mark Weiss	 – 	fényképezés

## Kislemezek
1. You Give Love a Bad Name / Raise Your Hands
2. Livin' on a Prayer / Wild in the Streets
3. Wanted Dead or Alive / I'd Die for You
4. Never Say Goodbye / Social Disease

## Toplista helyezések
| Év   | Kislemez                 | Lista                  | Helyezés |
| ---- | ------------------------ | ---------------------- | -------- |
| 1986 | You Give Love A Bad Name | The Billboard Hot 100  | 1        |
| 1986 | Wanted Dead Or Alive     | Mainstream Rock Tracks | 13       |
| 1986 | You Give Love A Bad Name | Mainstream Rock Tracks | 9        |
| 1987 | Livin On A Prayer        | The Billboard Hot 100  | 1        |
| 1987 | Wanted Dead Or Alive     | The Billboard Hot 100  | 7        |
| 1987 | Livin' On A Prayer       | Mainstream Rock Tracks | 1        |
| 1987 | Never Say Goodbye        | Mainstream Rock Tracks | 11       |